# Opération Ruban jaune

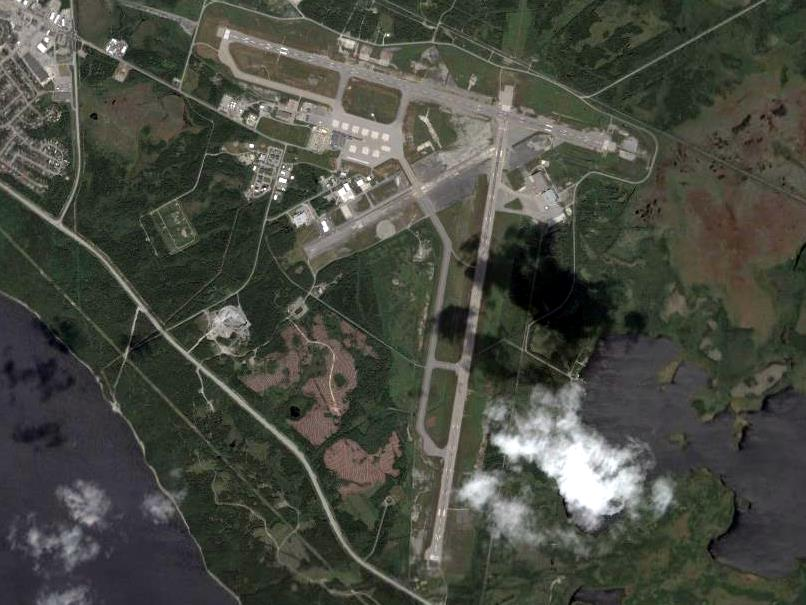
Le petit aéroport international de Gander à Terre-Neuve accueillit 39 avions de ligne et 6122 passagers et 473 membres d'équipage

Pour les articles homonymes, voir Ruban jaune (homonymie).
L'opération Ruban jaune (en anglais Operation Yellow Ribbon) est le nom de l'opération que Transports Canada mit sur pied pour gérer le déroutement des vols civils à la suite des attaques du 11 septembre 2001. L'opération débuta après que la Federal Aviation Administration (FAA) américaine a fermé son espace aérien, bloquant au sol les avions devant décoller, et détournant vers le Canada les vols internationaux en provenance d'Europe et d'Asie. Durant l'opération, les vols au départ du Canada furent annulés, à l'exception des vols de police, militaires et humanitaires, pour la première fois, le Canada fermait son espace aérien.
Plus de 220 avions déroutés atterrirent sur 15 aéroports canadiens différents.
Les nombres d'avions et de passagers accueillis divergent suivant les sources. Transports Canada indiqua que plus de 33 000 passagers de 224 vols atterrirent au Canada alors que Nav Canada parla de 239 vols. 
Transports Canada activa son Situation Centre (SitCen) à Ottawa. Ce centre d'opérations d'urgence, à l'origine construit pour gérer une catastrophe due à un tremblement de terre sur la côte ouest, fut utilisé plusieurs fois avant le 11 septembre pour gérer le verglas massif de 1998 ou la catastrophe du vol 111 Swissair.

## Répercussions
Le nombre réel d’avions et de passagers détournés varie selon les sources. Transports Canada a déclaré que plus de 33 000 passagers sur 224 vols sont arrivés au Canada, tandis que Nav Canada indique plutôt 239 vols. Selon le Premier ministre canadien de l'époque, Jean Chrétien, le nombre de vols allait de 225 à 250 et le nombre de passagers varie de 30 000 à 45 000.
| Aéroport                                                      | Code d'aéroport | Nombre d'avions |
| ------------------------------------------------------------- | --------------- | --------------- |
| Aéroport international Stanfield d'Halifax                    | YHZ             | 47              |
| Aéroport international de Gander                              | YQX             | 38              |
| Aéroport international de Vancouver                           | YVR             | 34              |
| Aéroport international de Saint-Jean de Terre-Neuve           | YYT             | 21              |
| Aéroport international James Armstrong Richardson de Winnipeg | YWG             | 15              |
| Aéroport international Pearson de Toronto                     | YYZ             | 14              |
| Aéroport international de Calgary                             | YYC             | 13              |
| Aéroport international Roméo-LeBlanc du Grand Moncton         | YQM             | 10              |
| Aéroport international Montréal-Mirabel                       | YMX             | 10              |
| Aéroport international de Stephenville                        | YJT             | 8               |
| Base des Forces canadiennes Goose Bay                         | YYR             | 7               |
| Aéroport international Pierre-Elliott-Trudeau de Montréal     | YUL             | 7               |
| Aéroport international d'Edmonton                             | YEG             | 6               |
| Aéroport international John C. Munro d'Hamilton               | YHM             | 4               |
| Aéroport international Erik Nielsen de Whitehorse             | YXY             | 2               |
| Aéroport régional de Deer Lake                                | YDF             | 1               |
| Aéroport de Yellowknife                                       | YZF             | 1               |
| Total                                                         | Total           | 238             |

## Dans la culture populaire
L'histoire entourant l’Opération Ruban jaune est reprise dans la minisérie de la SRC, Diverted. La comédie musicale Broadway Come from Away retrace également l’histoire de plusieurs passagers, Terre-Neuviens et équipages de conduite dans les jours qui ont suivi le 11 septembre 2001. Le spectacle, qui se déroule à Broadway au Schoenfeld Theatre (à partir de mai 2019), a été nommé à sept reprises lors des 71e Tony Awards 2017, dont celui de la meilleure comédie musicale. La pièce a finalement remporté le Tony Award de la meilleure direction musicale.